# Testa di Valnontey
La Testa di Valnontey (3.562 m s.l.m.) è una montagna del Massiccio del Gran Paradiso nelle Alpi Graie. Si trova sul confine tra il Piemonte e la Valle d'Aosta.

## Descrizione
La montagna è collocata a nord-est della più alta Testa della Tribolazione (3.642 m). Nel versante valdostano si colloca proprio alla testata della Valnontey.

## Salita alla vetta
Dal versante piemontese si può salire sulla vetta partendo da Noasca ed appoggiandosi al Bivacco Ivrea.